# Kaspar Sutter

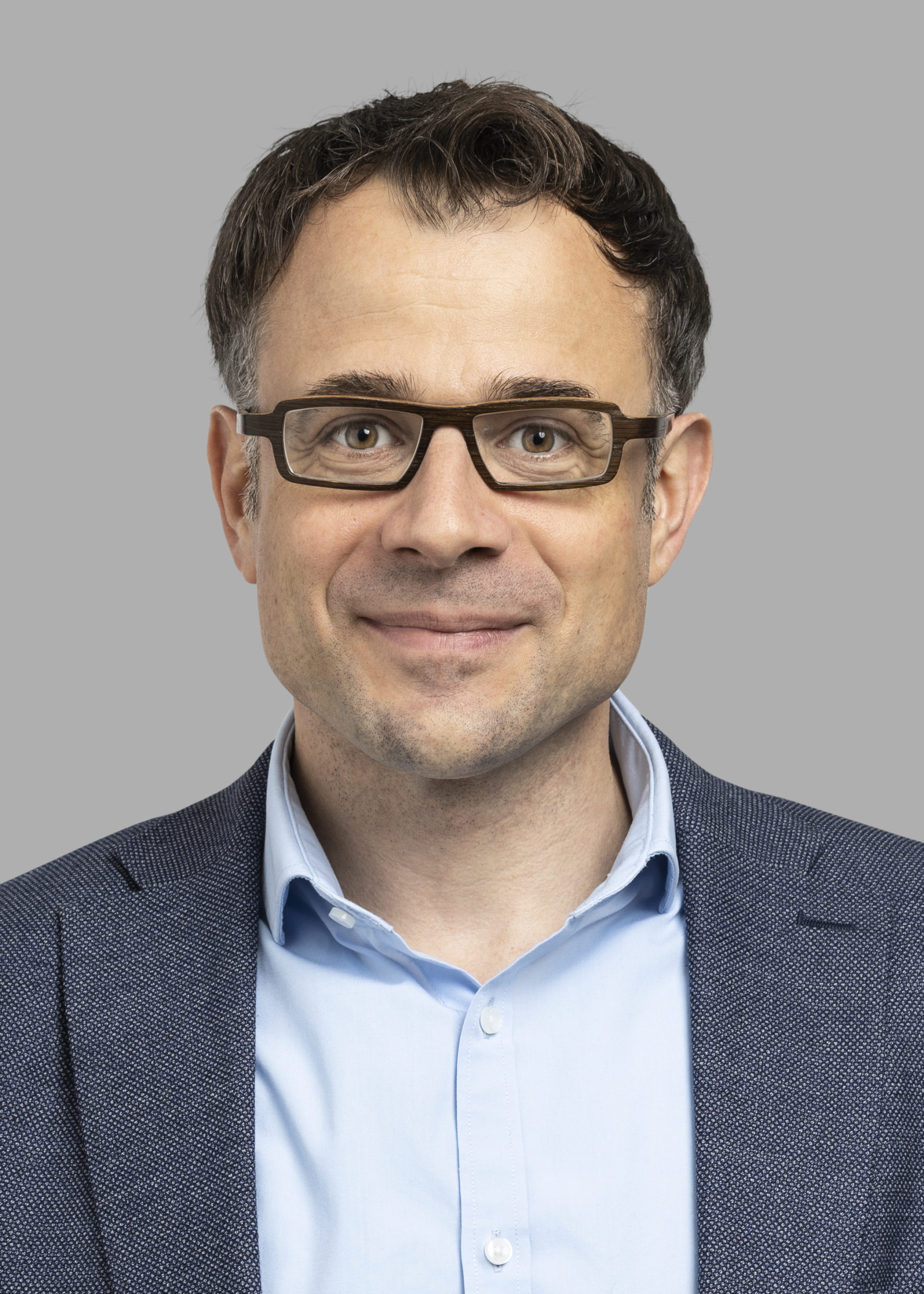
Kaspar Sutter (2020)

Kaspar Sutter (* 14. September 1975 in Basel) ist ein Schweizer Ökonom und Politiker (SP). Er war von 2017 bis 2021 Grossrat und ist seit 2021 Regierungsrat des Kantons Basel-Stadt.

## Leben
Sutter kam 1975 in Basel als Sohn einer Pflegefachfrau und eines Pfarrers auf die Welt. Seine ersten Lebensjahre verbrachte er in der Baselbieter Gemeinde Kilchberg. Als er neun Jahre alt war, zogen seine Eltern mit ihm nach Allschwil, wo sein Vater eine neue Pfarrstelle übernahm. Während seiner Kindheit und Jugend war er Mitglied der Knabenkantorei Basel. Nach seinem Schulabschluss am Mathematisch-Naturwissenschaftlichen Gymnasium Basel (MNG) im Jahr 1994 leistete er einige Monate Freiwilligeneinsatz in einem Camphill in England. Im Anschluss studierte er Wirtschaft und Staatswissenschaften an der Universität Basel, an der HSG St. Gallen und am Sciences Po Paris.
Während seines Studiums arbeitete Sutter als wissenschaftlicher Mitarbeiter der sozialdemokratischen Fraktion im Europäischen Parlament in Brüssel. Nach seinem Studien-Aufenthalt in Paris wechselte er zur SP Schweiz. In der SP war er von 2000 bis 2003 in Bern als wissenschaftlicher Mitarbeiter, Internationaler Sekretär und Kampagnenleiter tätig. Im Jahr 2005 wechselte er zur SBB Cargo, wo er als Leiter des Geschäftsstellensekretariats in Basel und als Projektleiter in Gallarate (Italien) tätig war.
Im Jahr 2009 berief ihn Regierungsrätin Eva Herzog als Generalsekretär ins Finanzdepartement. Da höhere Regierungsbeamte im Kanton Basel-Stadt nicht gleichzeitig Mitglied des Parlaments sein dürfen, verliess er nach seiner Wahl in den Grossen Rat des Kantons Basel-Stadt zum Amtsantritt im Februar 2017 das Finanzdepartement und gründete eine Beratungsfirma für öffentliche Körperschaften.
Sutter ist verheiratet und lebt mit seiner Frau und zwei Kindern in Basel. Er ist aktiver Fasnächtler.

## Politik
Im Jahr 1996 wurde Sutter für die SP in den Einwohnerrat Allschwil gewählt. 1998 legte er sein Amt wegen seines Auslandaufenthalts in Brüssel nieder.
Im Oktober 2016 wurde Kaspar Sutter in den Grossen Rat gewählt (Amtsantritt Februar 2017). Als Grossrat engagierte er sich für die Vereinbarkeit von Familie und Beruf und in der Spital- und Verkehrspolitik. Im Jahr 2020 forderte er unter anderem eine höhere Entschädigung für Hebammen.
Kaspar Sutter wurde am 27. April 2020 von den Basler SP-Delegierten zum Regierungskandidat nominiert und am 29. November 2020 vom Stimmvolk in den Regierungsrat gewählt. Seit dem Amtsantritt am 3. Februar 2021 ist er Vorsteher des Departements für Wirtschaft, Soziales und Umwelt (WSU). Das WSU ist verantwortlich für die Themen Soziale Sicherheit, Kindes- und Erwachsenenschutz, Volkswirtschaft und Arbeitsmarkt, Umwelt und Energie sowie Rheinschifffahrt und Luftfahrt. Er ist zudem Mitglied des Verwaltungsrates der Schweizerischen Rheinhäfen und des EuroAirports Basel-Mulhouse.
Am 20. Oktober 2024 wurde er im ersten Wahlgang als Regierungsrat bestätigt.